# 道面豊信
道面 豊信（どうめん とよのぶ、1888年4月9日 - 1981年3月8日）は、日本の実業家。元味の素社長。広島県広島市仁保島本浦（現南区本浦）出身。

## 来歴・人物
広島商業卒業後渡米。オハイオ北部大学、コロンビア両大学で学ぶ。サンミット神崎商店支配人を経て、1918年、味の素の前身・鈴木商店に入社。1935年、同店の外国課長で帰国するまで米国に在勤し、製品の米国市場売り込み、及び原料買い付けなどに手腕を発揮した。1940年取締役、その後1945年、終戦直後の常務時代には、GHQの要請でDDTの製造に協力、これが同社戦後再建の原動力となった。1947年専務を経て1950年、戦後初めて同族以外から同社4代目社長に就任。以降1965年まで16年間の長きに渡り、同社社長として社業に尽力。海外仕込の合理主義に徹した進歩的経営者として高い評価を得た。
開拓精神と卓越した語学力を活かし、1957年にはナポリIOC総会、サンフランシスコ国際産業開発会議に日本代表として出席するなど国際的にも活躍し、日本企業の海外進出に貢献した。また日本のマーケティングの草分けとして、マーケティング学の導入、普及に力を注ぎ1957年、日本マーケティング協会を設立し初代会長。日本国際広告協会会長、発明協会会長の他、経団連、日経連、日本貿易会の各常任理事などを務めた。
1957年、紺綬褒章、1965年、勲三等旭日中綬章受章。1981年3月8日、92歳で死去。